# Райхани, Абде
Абде Райхани Эннау (исп. Abdellah Raihani Ennaou; род. 3 февраля 2004, Барселона) — марокканский футболист, нападающий клуба «Атлетико Мадрид».

## Клубная карьера
Райхани — воспитанник клубов «Сант-Андреу», «Дамм» и «Атлетико Мадрид». В 2023 году Абде начал выступать за дублирующий состав последних. 21 апреля 2024 года в матче против «Алавеса» он дебютировал в Ла Лиге в составе.